# Mani Nouri
Mani Nouri (persisch مانی نوری), (* 1. November 1989 in Teheran) ist ein iranischer Schauspieler und Filmregisseur.

## Leben
Für seine herausragenden Fähigkeiten wurde er mit dem Preis des Isfahan Film Festivals ausgezeichnet. Er wird in Fachkreisen der iranischen Filmkritik als zweitbester jugendlicher Darsteller der 2000er Jahre angesehen.

## Filmografie

### Fernsehserien
- 1994: Tabeta a.k.a Zizigooloo[2], von Marzie Boroomand
- 1995: Jong 77, von Mehran Modiri
- 1996: Hotel[3], von Marzie Boroomand
- 1998: Gholamhosseinkhan, von Marzie Boroomand
- 1999: Tehran 11[4], von Marzie Boroomand
- 2000: La Maison[5], von Masood Keramati
- 2001: Nowrooz Stories, von Marzie Boroomand und Masood Keramati
- 2002: Afagh Mother's House, von Rasoul Najafian
- 2002-3: Stars, Mani Nouri
- 2003: The Magic Land, von Siamak Shayeghi
- 2007: Innocent, Mani Nouri
- 2010–2011: Us, Mani Nouri
- 2012: Yallan, Mani Nouri
- 2014: Le Dernier Roi, Hossein Soheilizadeh

### Spielfilme
- 1999: Telephone
- 2000: Sweet Jam[6][7], von Marzie Boroomand
- 2001: Chérie, je ne suis pas dans mon assiette (aka Dear, i am not in tune)[8], von Mohammad Reza Honarmand

### Kurzfilme
- 2000: Hasan Kachal
- 2003: The Green Planet

### Drehbuch-Regie
- 2002–2003: Saint-Paul et ses adultes
- 2003: The Tree of Pain
- 2004: W
- 2005: La scène comme tell
- 2008: Le Fil de Destin (The destiny)
- 2008: Les Larmes noires (Black Tears)
- 2008: Safoora
- 2008–2009: Les tristesses d'Iran (Iran's sadness)
- 2009: Momo : la victime d'immigration (Experimental)
- 2009: Arezoo (Experimental)
- 2010: BEH-Rooz
- 2010: Aghajoon
- 2011: Oldies part I
- 2011: Une place sans ciel
- 2011: La Crainte
- 2012: The Black Sky
- 2012: He does n't like me
- 2012: I am Modern (Mockumentary)

## Theater
- 1999–2000: Richard III, von Davood Rashidi
- 2008–2009: Le monde de la rue (aka Street People)